# Station Champagné
Station Champagné is een spoorwegstation in de Franse gemeente Champagné. Het station ligt aan de spoorlijn Parijs - Brest.